# Collège De La Salle de Jersey
Le Collège De La Salle à Jersey est une école catholique privée indépendante pour garçons âgés de 11 à 18 ans, qui tire son nom de Saint Jean-Baptiste de La Salle (1651–1719), qui a fondé les Frères des écoles chrétiennes en France. Le nombre d'inscriptions s'élève à 762 par années. L'établissement est composé de quatre maisons désignées par couleurs : la jaune, la bleue, la rouge et la verte. Les uniformes des élèves sont bleus marine et blanc. La devise du collège est « Indivisa Manent » en latin (Toujours unis), « Forever United » en anglais.

## Histoire
Le Collège de La Salle tire son nom de saint Jean-Baptiste de La Salle (1651–1719), qui fonda l'Ordre des Frères à l'époque de Louis XIV. Aujourd'hui, l'Ordre a des établissements dans plus de 80 pays.
Quelques Frères s'installent à Jersey au moment de la Révolution française et restent sur l'île pendant plusieurs années. Puis, de 1866 à 1896, une école pouvant accueillir jusqu'à 300 élèves dirigée par les Frères fleurit dans la paroisse Saint-Thomas. Les Frères quittent l'Île en 1896, mais sont invités à revenir en 1917 pour fonder une autre école.
L'école est établie à Berry House à côté de l'église Saint-Thomas à Saint-Hélier. Elle est initialement connue sous le nom de « Saint-Aloysius College ». En moins d'un an, le site principal de l'école  est déplacé vers une propriété connue sous le nom de « The Beeches » sur Wellington Hill dans la paroisse de Saint-Saviour. C'est à ce moment que le nom de Collège De La Salle est donné pour la première fois à l'école.
Sous la direction du frère Edward, le premier et le plus ancien directeur (33 ans), l'école augmente considérablement en nombre. Le jour de l'ouverture, le 1er octobre 1917, il n'y a qu'une douzaine d'élèves. Au début de l'année suivante, le nombre passe à 57 pour atteindre la centaine en 1921. En 1933, les inscriptions dépassent la barre des 200 et des vacances scolaires sont alors accordées pour marquer l'occasion.
Le transfert de l'école de la province française de Quimper à la province de Londres en 1948 marque un changement distinct dans la fortune de l'école. En 1949, pas moins de 470 élèves fréquentent l'école. De nouveaux bâtiments sont planifiés et érigés au milieu des années 1950. De nombreux anciens élèves témoignent de l'esprit formidable de l'école même à des moments où elle manquait de bâtiments et d'installations. Sans cet esprit, il est difficile d'apprécier comment l'école aurait pu survivre.
Deux facteurs importants contribuent à assurer un brillant avenir à l'école jusqu'au XIXe siècle. Le premier est l'introduction du « Covenant Scheme ». Commencé au milieu des années 1960, il conduit d'abord à l'ouverture de la piscine et du gymnase, puis à une période d'expansion rapide. Le bloc 6th Form, le « Science Building », les ateliers « C.D.T. », les salles d'art et la salle d'informatique sont achevés rapidement. Le deuxième facteur est l'acceptation en 1976, par les États de Jersey, de fournir à l'école une aide financière généreuse sous la forme d'une subvention par tête pour les frais de fonctionnement.
Le bloc « 6th Form », le « Science Labs » et les « I.T. installations », les salles d'art, le C.D.T. des ateliers et un bureau de dessin, une nouvelle école maternelle, six nouvelles salles de classe pour le secondaire et une nouvelle école primaire sont tous achevés grâce à l'aide fournie par le programme Covenant.
Une « nouvelle ère » commence à la fin des années 1990 lorsque des négociations commencent avec les États de Jersey pour un financement en capital afin que la construction de 8 nouvelles salles de classe, d'une bibliothèque et d'un espace de ressources puissent commencer en janvier 2003.
Bien qu'il n'y ait plus de communauté de Frères à Jersey, l'école conserve cependant des liens étroits avec les Frères qui restent les administrateurs du Collège.

## Lasallian Voices
Lasallian Voices (Voix Lasalliennes) est la publication trimestrielle du Collège De La Salle de Jersey. Les étudiants peuvent envoyer des histoires, des poèmes et d'autres travaux à publier dans la prochaine édition. Seules les première et deuxième éditions ont été publiées en ligne.

## Anciens élèves notables
Les anciens élèves se réunissent au sein du club « Beeches Old Boys ».
- Tim Le Cocq – Député du Bailliage de Jersey
- Terry Le Sueur - Ministre en chef des États de Jersey
- Matthew Cook - joueur international de rugby espagnol